# Toutabo
Toutabo (Readly France SA) est une société spécialisée dans la collecte d'abonnements presse, filiale du groupe suédois Readly AB (en). Elle édite les services ePresse, toutabo.com, monkiosque.fr et Pressedefrance.com.

## Historique
Toutabo est créé en février 2005 par Jean-Frédéric Lambert, David Chouraqui et Christine Cayla. En juillet de la même année, la société lance une première version de son site internet, avec 60 titres de presse.
L'année suivante, Franck Chauveau, ancien directeur commercial d'Info-Presse, rejoint Toutabo en tant que directeur associé chargé du marketing. Avec son arrivée, une deuxième version du site Internet est lancée, avec un catalogue comportant désormais 300 titres de presse.
En juin 2008, Toutabo lève 1,1 million d'euros en bourse, et a inscrit son titre sur Euronext Paris.
En septembre 2012, afin d'accentuer le changement de positionnement et les nouvelles offres, la société procède à une refonte majeure du site Toutabo, appuyée par une campagne de communication grands médias,.
En janvier 2013, Toutabo absorbe sa filiale Inter-Magazines.
Un procès opposant Lekiosque.fr à Toutabo a débuté en décembre 2012. La société Lekiosque.fr (qui exploite le nom de domaine "Lekiosk") a assigné la société Toutabo devant le Tribunal de grande instance de Paris. Elle estime que cette dernière commet des actes de contrefaçon en exploitant la marque « Monkiosque.fr Monkiosque.net » et « Monkiosque ». La société Lekiosque.fr a perdu en cassation le 12 décembre 2018. La Cour de cassation a donné tort à la société Lekiosque.fr en rejetant purement et simplement son pourvoi, considérant que ce dernier n’est pas de nature à entraîner la cassation de l’arrêt d’appel et qu’il n’y a pas lieu de statuer par une décision spécialement motivée.
La société Lekiosque.fr a déjà été déboutée en première instance par jugement du 13 mars 2015, puis en appel par arrêt du 17 février 2017.
À la suite de ces sept ans de procédure, la société Lekiosque.fr a été condamnée le 7 février 2020 en contrefaçon de la marque "Monkiosque".
Dans le cadre de cette condamnation, elle doit arrêter d'exploiter le signe "Lekiosk" sous toutes ses formes et restituer les URL "lekiosk.fr" et "lekiosque.fr" à la société Toutabo.
La société LeKiosque.fr adopte alors un nouveau nom pour son service de presse en ligne : Cafeyn,.
Cette décision a été confirmée par la Cour d'Appel de Paris le 28 janvier 2022.
Par deux décisions du 13 mars 2019, l'Office de l'Union européenne pour la propriété intellectuelle a accueilli les demandes d’opposition de la société Toutabo, titulaire de la marque Monkiosque.fr, contre les demandes de marque européenne verbale et figurative lekiosk de la société Lekiosque.fr. Dans les deux cas, après un examen minutieux des marques en conflit, la division d’opposition a considéré qu’il existait un risque de confusion dans l’esprit du public entre les deux marques lekiosk, objet de la demande, et la marque française antérieure Monkiosque.fr.
En octobre 2021, Toutabo est acquise par le groupe suédois Readly AB (en), le leader européen de la distribution de presse numérique.
Le 18 juin 2024, l'entreprise et plateforme de diffusion numérique de la presse Cafeyn annonce avoir signé le rachat de Toutabo pour 4,5 millions d'euros auprès de Ready AB.

## Présentation
Toutabo est un Collecteur d'abonnement presse inscrit au Conseil supérieur des messageries de presse et membre associé de l'Alliance pour les chiffres de la presse et des médias.
La collecte d'abonnements presse est utilisée comme instrument de fidélisation du lectorat des éditeurs de presse.
Toutabo est un des créateurs du concept d'abonnement cadeau, « Le cadeau qui dure toute l'année », concept déposé sous forme de marque auprès de l'INPI en 2011. La société réalise jusqu'à 50 % du chiffre d'affaires sur ce produit.
Toutabo a commencé son activité de distribution de presse en format numérique en 2007, avec l'acquisition du site monkiosque.fr consacré à la lecture en ligne de presse numérique. Pour compléter son offre et permettre aux internautes de découvrir la presse en ligne, la société a acquis cette technologie de presse numérique développée par la défunte société Cyber Press Publishing. L'activité Monkiosque.fr / Monkiosque.net a été lancée en même temps que l'activité de presse numérique du groupe Lagardère.
Toutabo a utilisé cette technologie pour développer un site permettant la lecture en ligne de magazines sans avoir à télécharger ou installer un logiciel de lecture sur son ordinateur.
En février 2010, une nouvelle version du site monkiosque.fr / monkiosque.net est lancée. Elle est compatible avec la tablette iPad d'Apple. La version iPhone du site www.toutabo.com est lancée en même temps. Un an plus tard, la société refond une nouvelle fois son site monkiosque.fr intégrant plus de 500 titres en version numérique.
En juillet 2015, la société fait l'acquisition auprès du GIE ePresse Premium de ePresse, le site de distribution de la presse et magazines en format digital créé en 2010 par les principaux groupes de presse français (Les Échos, Le Figaro, L'équipe, Roularta et Libération).
L'objectif de l'intégration de l'activité ePresse à celle de Toutabo était de convertir les lecteurs de la presse papier en lecteurs de presse numérique. Les offres lancées en 2015 devaient faciliter la découverte de ce nouveau moyen de consommation de la presse.
L'activité numérique a pris son essor en octobre 2017. La société dispose d'un catalogue de plus de 850 titres, dont l'essentiel de la PHR et PQR et lance d'une offre de lecture illimitée sur ePresse avec plus de 300 titres de presse et magazines en partenariat avec le groupe Orange.
Après six mois de tests avec Orange, ePresse lance en avril 2018 une offre grand public payante illimitée sur le modèle de Netflix.

## Acquisitions
En 2007, la société fait sa première incursion dans la presse numérique en faisant l'acquisition du site monkiosque.fr consacré à la lecture en ligne de presse numérique.
Pour étendre son catalogue et pouvoir présenter une offre de vente au numéro, en septembre 2008, Toutabo fait l'acquisition du site pressedefrance.com, pionnier de la vente de presse sur Internet.
Grâce aux fonds levés auprès de ses actionnaires institutionnels, en décembre 2010, la société fait l'acquisition de la société Inter-Magazines, entreprise de collecte d'abonnements presse et de fidélisation. Inter-Magazines avait réalisée 3.6 millions d'euros de volume d'affaires en 2009 et € 160 000 de résultat d'exploitation.
En décembre 2013, la société réalise la fusion et l'absorption d'Inter-Magazines.
En juillet 2015, la société fait l'acquisition auprès du GIE ePresse Premium de ePresse.

## Partenariats
En décembre 2009, la société signe un accord de distribution avec le groupe Mondadori France. Dans le cadre de cet accord, Toutabo a obtenu la distribution à l'abonnement les titres du groupe Mondadori à travers ses différents canaux de distribution, notamment ses sites internet Toutabo.com et Pressedefrance.com, ses partenariats (Chèques Déjeuner, Primoloisirs…) et par vente directe.
En décembre 2014, la société signe un partenariat avec LaSer Cofinoga pour gérer et commercialiser une offre d'abonnement presse après des clients de cette dernière.
En août 2015, Orange (entreprise) renonce à son offre Read&Go et signe un partenariat avec Toutabo pour distribuer l'offre ePresse.
En juin 2016, la société signe un partenariat avec SFR de distribution d'une partie du catalogue d'ePresse sur SFR Presse (service).